# (2059) Baboquivari
(2059) Baboquivari (1963 UA) – planetoida z grupy Amora okrążająca Słońce w ciągu 4,31 lat w średniej odległości 2,65 au. Została odkryta 16 października 1963 roku.